# Eremospatha
Genre
Classification phylogénétique
Taxons de rang inférieur
Eremospatha est un genre de la famille des Arecaceae (Palmiers), comprenant des espèces natives de l'Afrique tropicale.

## Classification
- Sous-famille des Calamoideae
  - Tribu des Lepidocaryeae
    - Sous-tribu des Ancistrophyllinae

## Espèces
- Eremospatha barendii Sunderl., J. Bamboo Rattan 1: 361 (2002).
- Eremospatha cabrae (De Wild. & T.Durand) De Wild., Ann. Mus. Congo Belge, Bot., V, 1: 95 (1903).
- Eremospatha cuspidata (G.Mann & H.Wendl.) H.Wendl. in O.C.E.de Kerchove de Denterghem, Palmiers: 244 (1878).
- Eremospatha dransfieldii Sunderl., Kew Bull. 58: 988 (2003 publ. 2004).
- Eremospatha haullevilleana De Wild., Ann. Mus. Congo Belge, Bot., V, 1: 96 (1903).
- Eremospatha hookeri (G.Mann & H.Wendl.) H.Wendl. in O.C.E.de Kerchove de Denterghem, Palmiers: 244 (1878).
- Eremospatha laurentii De Wild., Bull. Jard. Bot. État 5: 147 (1916).
- Eremospatha macrocarpa H.Wendl. in O.C.E.de Kerchove de Denterghem, Palmiers: 244 (1878).
- Eremospatha quinquecostulata Becc., Webbia 3: 279 (1910).
- Eremospatha tessmanniana Becc., Webbia 3: 278 (1910).
- Eremospatha wendlandiana Dammer ex Becc., Webbia 3: 290 (1910).